# NGC 3782
NGC 3782 ist eine spiralförmige Zwerggalaxie vom Hubble-Typ SBcd im Sternbild Großer Bär am Nordsternhimmel. Sie ist schätzungsweise 35 Millionen Lichtjahre von der Milchstraße entfernt und hat einen Durchmesser von etwa 15.000 Lj.
Das Objekt wurde am  5. Februar 1788 von dem Astronomen William Herschel mit einem 18,7-Zoll-Spiegelteleskop entdeckt wurde, und die im New General Catalogue verzeichnet ist.